# Tadeusz Machalski (1893–1983)

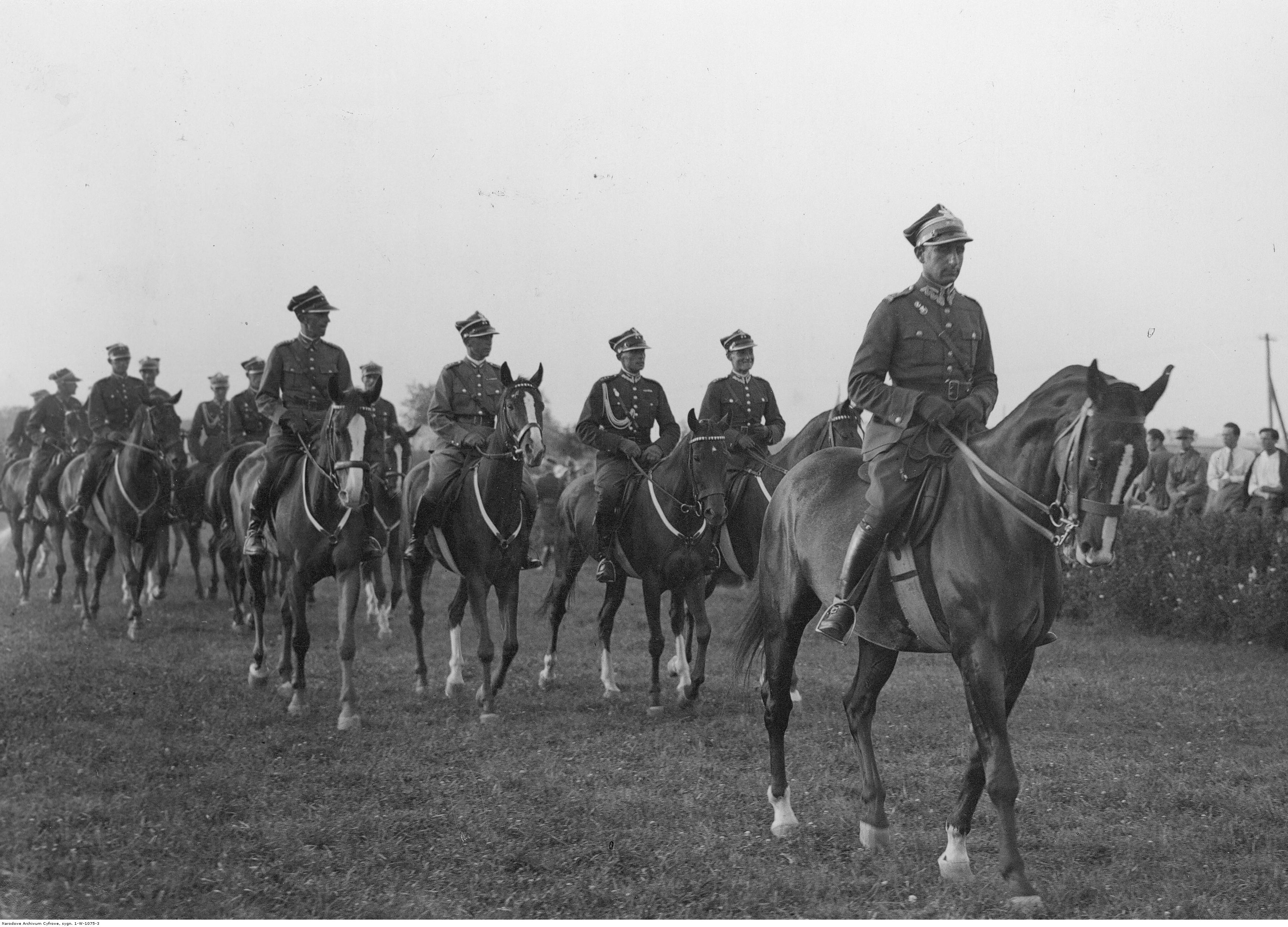
Zawody o mistrzostwo armii w Baranowiczach 1933 - defilada. Na czele płk Tadeusz Machalski, za nim zwycięska ekipa 25 puł.

Tadeusz F. Machalski (ur. 1 października 1893 w Wiedniu, zm. 4 lutego 1983 w Londynie) – pułkownik dyplomowany kawalerii Wojska Polskiego II Rzeczypospolitej i Polskich Sił Zbrojnych na Zachodzie, historyk wojskowości, wykładowca, dyplomata i minister rządu RP na uchodźstwie. Po wojnie awansowany przez władze RP na uchodźstwie na stopień generała brygady.

## Życiorys
Tadeusz F. Machalski urodził się 1 października 1893 w Wiedniu. Chrzest 3 stycznia1895 w kościele św. Mikołaja we Lwowie. (według innej wersji we Lwowie). W 1908 ukończył niższą szkołę realną w Fischau, a następnie Terezjańską Akademię Wojskową w Wiener Neustadt. Służył w cesarskiej i królewskiej Armii. Na stopień porucznika został mianowany ze starszeństwem z 1 września 1915 w korpusie oficerów kawalerii. Jego oddziałem macierzystym był pułk ułanów Nr 4.
W listopadzie 1918 został przyjęty do Wojska Polskiego. Uczestniczył w obronie Lwowa. Następnie był szefem sztabu Dywizji Lwowskiej, a w czasie wojny z bolszewikami szefem Oddziału IV Dowództwa Frontu Litewsko-Białoruskiego, kwatermistrzem 4 Armii i Frontu Północnego oraz szefem Oddziału III Dowództwa Grupy „Wołyń”.
W 1921 pełnił służbę w Dowództwie Okręgu Korpusu Nr II w Lublinie na stanowisku zastępcy szefa sztabu i szefa Oddziału I. W tym samym roku został słuchaczem I Kursu Doszkolenia w Wyższej Szkole Wojennej w Warszawie. 3 maja 1922 został zweryfikowany w stopniu rotmistrza ze starszeństwem z dniem 1 czerwca 1919 i 51. lokatą w korpusie oficerów jazdy. 16 września 1922, po ukończeniu kursu i otrzymaniu „pełnych kwalifikacji do pełnienia służby na stanowiskach Sztabu Generalnego”, został przydzielony do dowództwa 14 Dywizji Piechoty w Poznaniu na stanowisko szefa sztabu, pozostając oficerem nadetatowym 8 pułku ułanów w Krakowie. W 1923 pełnił funkcję szefa Oddziału III Sztabu Dowództwa Okręgu Korpusu Nr VII w Poznaniu. 31 marca 1924 został awansowany na majora ze starszeństwem z dniem 1 lipca 1923 i 17. lokatą w korpusie oficerów jazdy (od kwietnia tego roku - kawalerii). Z dniem 15 listopada 1924 został przeniesiony z DOK VII do 7 pułku strzelców konnych w Poznaniu.
W październiku 1926 został przydzielony do składu osobowego inspektora armii generała dywizji Aleksandra Osińskiego na stanowisko oficera sztabu z równoczesnym przeniesieniem do kadry oficerów kawalerii. 23 stycznia 1928 awansował na podpułkownika ze starszeństwem z dniem 1 stycznia 1928 i 17. lokatą w korpusie oficerów kawalerii. W lutym 1928 został przydzielony do Wojskowego Biura Historycznego w Warszawie na stanowisko szefa wydziału.
22 marca 1929 został przeniesiony do 26 pułku ułanów wielkopolskich w Baranowiczach na stanowisko dowódcy pułku. W czasie opiniowania służbowego za 1932 został „zdyskwalifikowany”, jako dowódca pułku. Obowiązki dowódcy pułku pełnił do 14 lutego 1936. Na tym stanowisku uzyskał niezbyt niepochlebną opinię inspektora armii generała dywizji Tadeusza Piskora, który 9 listopada 1935 stwierdził: „potwierdzam opinię z roku 1934. Przy bardzo silnej obsadzie innych pułków brygady – miara oceny musi być przykładowo bardzo ostra – w wyniku tej oceny ppłk. dypl. Machalski zajmuje ostatnie miejsce między swymi kolegami. Niezaprzeczalnie główną wadą jego jest brak wyraźnego charakteru, co oczywiście dla wojny jest podstawowym minusem. Wielokrotne wskutek tego pominięcie przy awansie stworzyło dla niego osobiście przykrą atmosferę. Dlatego ponownie – mimo osiąganych corocznie wyników pracy w pułku – proponuję przenieść go do innej brygady, bądź na inne stanowisko”. Powyższa opinia wpłynęła na jego przeniesienie do Wojskowego Biura Historycznego na stanowisko zastępcy szefa biura. Pełniąc służbę w biurze występował w barwach 26 pułku ułanów.
Z dniem 1 września 1939 został przeniesiony na stanowisko attaché wojskowego w Ankarze i Atenach. Na pułkownika został awansowany ze starszeństwem z dniem 3 maja 1940. Był także attaché wojskowego w poselstwie przy rządzie jugosłowiańskim. Od lipca 1943 do sierpnia 1945 był attaché wojskowym przy rządzie greckim w Kairze, a następnie w Atenach. Od sierpnia 1945 pozostawał w dyspozycji dowódcy Jednostek Wojska na Środkowym Wschodzie.
Po wojnie pozostał na emigracji w Wielkiej Brytanii. Na uchodźstwie był bezpartyjnym członkiem Rady Narodowej Rzeczypospolitej Polskiej kadencji II (1958–1963) i III (1963–1967). Równolegle od 8 września 1959 był ministrem w drugim rządzie Antoniego Pająka, a od 9 października 1963 sprawował stanowisko ministra skarbu w trzecim rządzie Antoniego Pająka, po czym na własną prośbę został zwolniony 23 lutego 1965. W 1962 Prezydent RP na Uchodźstwie August Zaleski mianował go generałem brygady ze starszeństwem z 19 marca 1963 w korpusie generałów. Należał do Koła Lwowian w Londynie. 

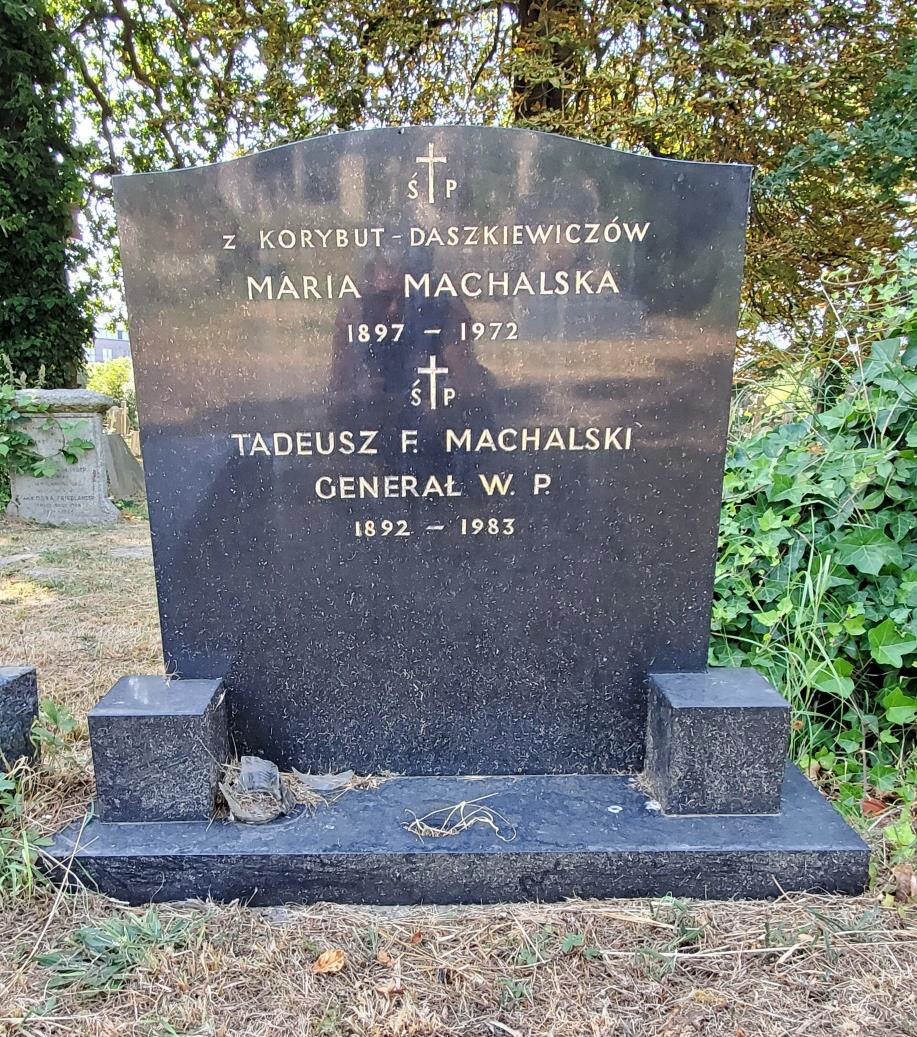
Grób Tadeusza Machalskiego

Zmarł 4 lutego 1983 w Londynie. Pochowany na Hampstead Cemetery w Londynie (Section WD, gr. 74).

## Publikacje
- Pod prąd. Światła i cienie kampanii wrześniowej 1939 roku (1964)
- Ostatnia epopeja. Kawaleria polska w wojnie z bolszewikami w 1920 roku (1969, 2014)[32]
- Generał Tadeusz Kutrzeba. Studium krytyczne (1983)
- Co widziałem i przeżyłem (1980)
- Kawaleria w Wielkiej Wojnie (2013)

## Ordery i odznaczenia
- Krzyż Oficerski Orderu Odrodzenia Polski (3 maja 1958)[33]
- Krzyż Walecznych (dwukrotnie)
- Złoty Krzyż Zasługi (10 listopada 1928)[34]
- Medal Pamiątkowy za Wojnę 1918–1921
- Medal Dziesięciolecia Odzyskanej Niepodległości
- Odznaka Pamiątkowa Generalnego Inspektora Sił Zbrojnych
- Krzyż Zasługi Wojskowej 3 klasy z dekoracją wojenną i mieczami (Austro-Węgry)[35]
- Srebrny Medal Zasługi Wojskowej z mieczami na wstążce Krzyża Zasługi Wojskowej (Austro-Węgry)([35]
- Brązowy Medal Zasługi Wojskowej z mieczami na wstążce Krzyża Zasługi Wojskowej (Austro-Węgry)[35]
- Krzyż Wojskowy Karola (Austro-Węgry)